# Puig de Sant Cristau
El Puig de Sant Cristau (en francès Pic de Saint-Christophe) és una muntanya de 1.011,7 m alt de la serra de l'Albera, a prop a ponent del Puig Petit de Sant Cristau. És compartit pels municipis de l'Albera (Vallespir) i Montesquiu d'Albera (Rosselló), totes dues a la Catalunya del Nord.

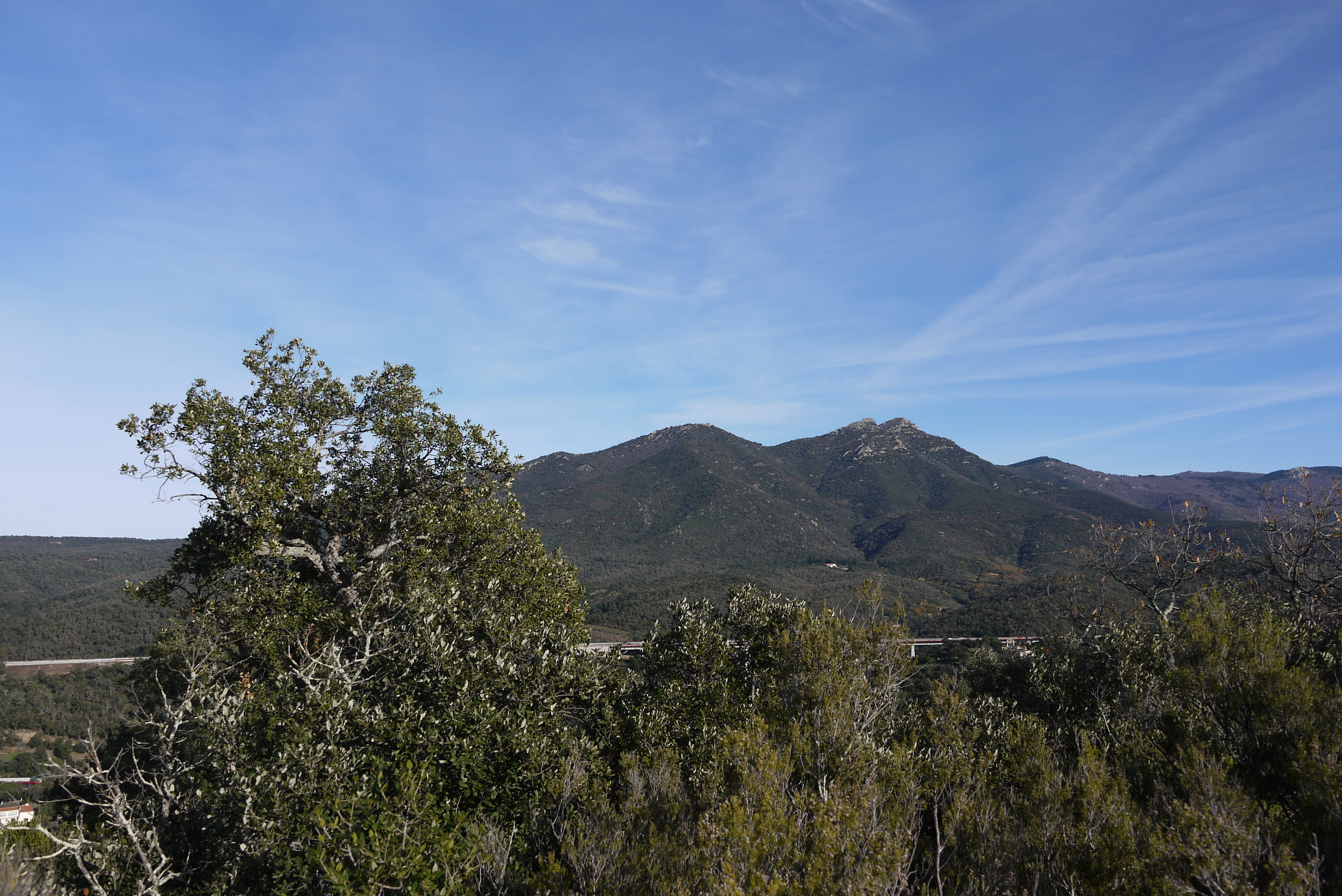
Des del Vallespir (Morellàs), el Puig de la Balma (esquerra), el de Sant Cristau (mig) i el Puig d'Orella (dreta, fons)

És situat a l'extrem sud del terme comunal de Montesquiu d'Albera i en el sector nord del terme de l'Albera. És a ponent del Coll de la Font i a llevant del Coll de la Branca i del Puig de la Branca.

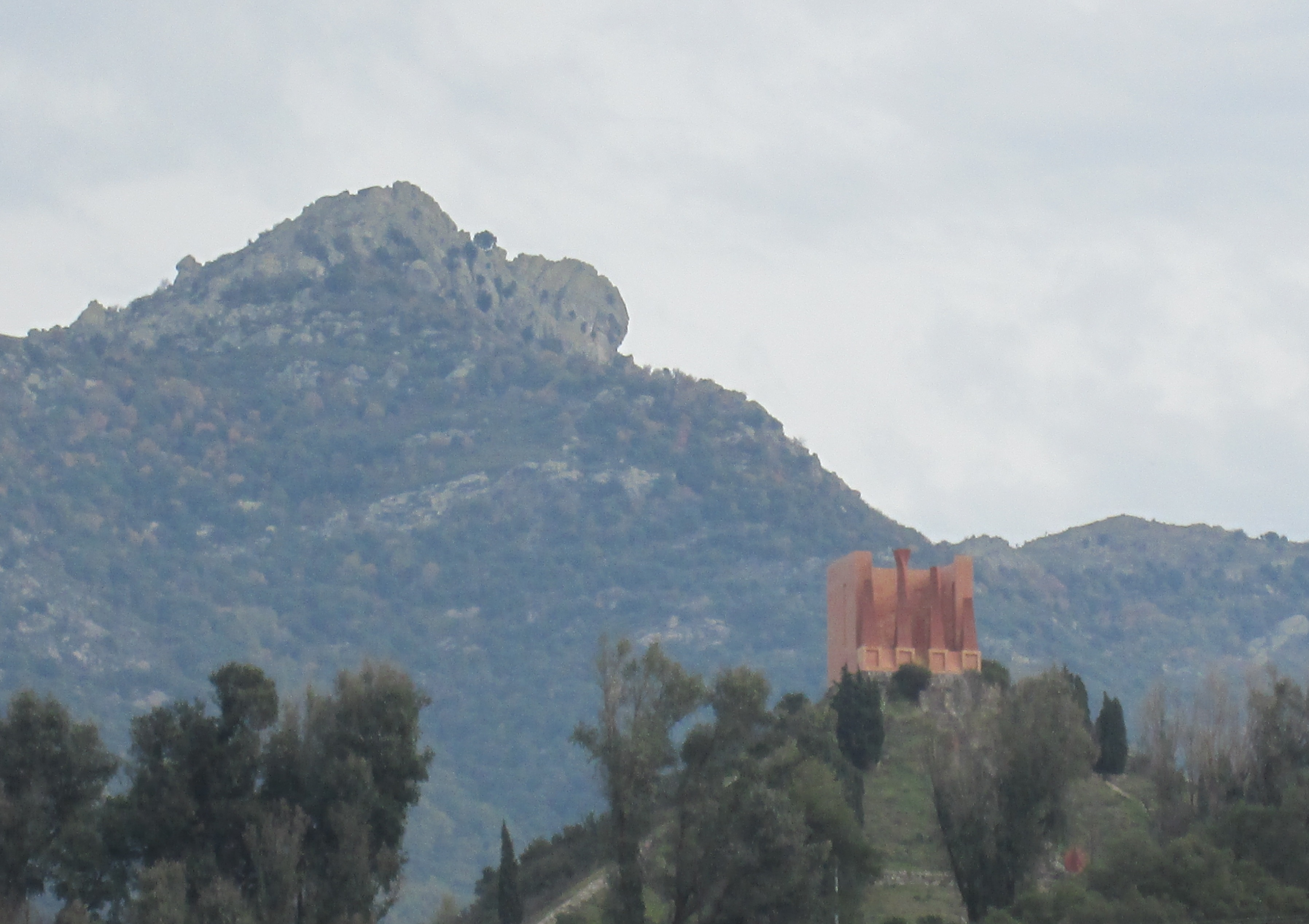
El Puig de Sant Cristau i la Piràmide d'en Bofill

En el cim del puig es troben les restes de la Torre de Sant Cristau, o castell, o de Mont Esquiu, i la capella de Sant Cristau de Montesquiu. El 30 d'abril de 1794 en la Guerra del Rosselló va ser l'escenari d'una batalla entre els exèrcits francès –manat per Catherine-Dominique de Pérignon– i espanyol, on els espanyols van perdre.
Aquest cim esta inclòs al Repte dels 100 cims de la Federació d'Entitats Excursionistes de Catalunya. És escenari habitual de les rutes excursionistes per la Serra de l'Albera.